# Wicked (canción)
«Wicked» es un sencillo del rapero estadounidense Ice Cube. Fue lanzado en su tercer álbum de estudio en solitario The Predator el año 1992. 
El video musical fue dirigido por Marcus Raboy y cuenta con caméos de la banda Red Hot Chili Peppers.
La banda Korn hizo una versión de la canción en su álbum de 1996, Life Is Peachy. Esta versión cuenta con la colaboración del vocalista de Deftones, Chino Moreno y contrasta con la versión de Ice Cube con el scat de Jonathan Davis en el coro. Esta sería la primera de las cuatro canciones de Korn en que tendrían relación con Ice Cube, siendo las otras "Children of the Korn", "Fuck Dying" y "Should I Stay or Should I Go".
Limp Bizkit también hizo una versión de la canción en un concierto.

## Lista de canciones
1. «Wicked» (versión radial)
2. «Wicked» (instrumental)
3. «U Ain't Gonna Take My Life»
4. «U Ain't Gonna Take My Life» (instrumental)
5. «Wicked» (versión LP)

## Posicionamiento en listas
| Lista (1992–93)                           | Mejor posición |
| ----------------------------------------- | -------------- |
| Estados Unidos (Billboard Hot 100)        | 55             |
| Estados Unidos (Hot R&B/Hip-Hop Songs)    | 31             |
| Estados Unidos (Rap Songs)                | 1              |
| Reino Unido (The Official Charts Company) | 62             |